# Delitzsch (huyện)
Delitzsch (/ˈdeːlɪtʃ/) là một huyện cũ in Bang tự do Sachsen, Đức. Các huyện giáp ranh (từ phía đông theo chiều kim đồng hồ): các huyện Torgau-Oschatz và Muldentalkreis, thành phố Leipzig, huyện Leipziger Land và bang Sachsen-Anhalt (các huyện Saalekreis, Anhalt-Bitterfeld và Wittenberg).
Tháng 8 năm 2008, trong cuộc cải cách các huyện ở Saxony, các huyện Delitzsch và Torgau-Oschatz được sáp nhập vào huyện mới Nordsachsen.

## Các thị xã và đô thị
| Thị xã                                                         | Đô thị                                                                  |                                                                 |
| -------------------------------------------------------------- | ----------------------------------------------------------------------- | --------------------------------------------------------------- |
| 1. Bad Düben 2. Delitzsch 3. Eilenburg 4. Schkeuditz 5. Taucha | 1. Doberschütz 2. Jesewitz 3. Krostitz 4. Laußig 5. Löbnitz 6. Neukyhna | 1. Rackwitz 2. Schönwölkau 3. Wiedemar 4. Zschepplin 5. Zwochau |